# Ignacio Berroa
Ignacio Berroa (født 8. juli 1953 i Havana, Cuba) er en cubansk trommeslager. 
Berroa hører til en af de fremtrædende cubanske trommeslagere, og er en af de eneste latinske trommeslagere, som mestrer både jazzen og latinmusikken. 
Han tog til New York i 1980, hvor han blev opdaget af Dizzy Gillespie, som tog ham med i sin kvartet i 1981, hvor Berroa spillede med i alle Gillespies forskellige formationer indtil dennes død i 1993. Berroa har givet seminarer over alt i Verden omkring cubansk musik. 
Efter at have spillet med en lang række musikere udgav Berroa i 2006 sit første album i eget navn, Codes. Debutalbummet blev nomineret til en Grammy Award i kategorien "Best latin jazz album". og blev i Danmark i 2007 tildelt prisen for "Årets nye internationale jazzudgivelse" ved Danish Music Awards Jazz. 
Berroa har spillet med en lang række jazzmusikere, herunder Freddie Hubbard, Wynton Marsalis, James Moody, Milt Jackson, Ron Carter, Charlie Haden, Eddie Gomez, Phil Woods, Michael Brecker, Jack Bruce, Jaco Pastorius, Tito Puente og Gilberto Gil.

## Diskografi i udvalg
- Codes (2006)
- Dizzy Gillespie and The United Nations Orchestra Live at The Royal Festival Hall med Dizzy Gillespie
- Nocturne med Charlie Haden